# Hernando de los Llanos
Pour les articles homonymes, voir Llanos (homonymie).
Fernando ou Hernando de los Llanos, ou Fernando Llanos, est un peintre espagnol du XVIe siècle actif entre 1501 et 1525. Son nom pourrait le dire originaire de Santa María de los Llanos dans la province de Cuenca ou de Los Llanos ou Llanos de Albacete, dans la province d'Albacete.

## Biographie
On connaît peu de choses sur sa formation et sa carrière.
Il a été familiarisé avec les modèles de Léonard de Vinci et Domenico Ghirlandaio. Hernando de los Llanos est considéré comme un léonardesque.
Au début du XVIe siècle lui et Fernando Yáñez de la Almedina se sont rendus à Florence et ont probablement collaboré avec Léonard de Vinci pour la réalisation de la fresque La Bataille d'Anghiari. Cette hypothèse est faite à partir d'une citation indiquant qu'un Ferrando Spagnolo dipintor a travaillé sur cette fresque.
En juillet 1506 il a pris l'engagement de réaliser seul le retable des saints Cosme et Damien pour la cathédrale de Valence.
En 1891 a été retrouvé le contrat signé le 1er mars 1507 pour la réalisation des douze tableaux du retable du maître-autel de la cathédrale de Valence en collaboration avec Fernando Yáñez de la Almedina. Ensemble, ils ont réalisé ce retable dont les paiements ont été faits jusqu'en septembre 1510. Pendant cette période, ils ont réalisé des peintures pour un retable qu'avait fait le sculpteur Damián Forment pour la chapelle de la guide des orfèvres dans l'église Sainte-Catherine.
En 1511, Fernando Yáñez et Fernando Llos se sont engagés à finaliser le retable de la Vierge de les Febres dans la collégiale de Játiva, mais on ne sait pas si ce contrat a été exécuté. Les deux Fernando sont cités en 1513 pour le paiement d'un impôt. Il est cité seul à Murcie, en octobre 1514. Il se rend ensuite à Carthagène avec le conseiller Pedro Riquelme pour peindre une vue de la Mar Menor, travail qui l'occupe sept jours.
En 1516 il a réalisé le tableau du Mariage de la Vierge pour la cathédrale de Murcie à la demande du chanoine Juan de Molina. Il revient à Valence où il est cité en mai 1517 comme « Ernandus de Lanos, pictor retabulorum civitatis Valencie habitator ».
Il est de retour à Murcie en 1520 où la Fabrique de la cathédrale lui demande de réaliser la peinture de la corniche du retable du maître-autel. En 1521 il termine les panneaux de la Légende de la Sainte Croix à Caravaca de la Cruz. Il est possible qu'il soit mort cette année-là ou l'année suivante d'après une lettre du chapitre de Carthagène à Jacobo Florentino l'informant que le peintre était mort. Cependant le livre de compte de la fabrique de la cathédrale de Murcie indique le paiement au peintre Hernando de Llanos de 10 ducats en 1525 pour un travail non précisé, peut-être le tableau Adoration des bergers.
Avec Fernando Yáñez, il est à l'origine du développement de l'art de la Renaissance parmi les peintres de Valence. Le Maître d'Alcira a probablement été formé par lui et Fernando Yáñez.

## Œuvres

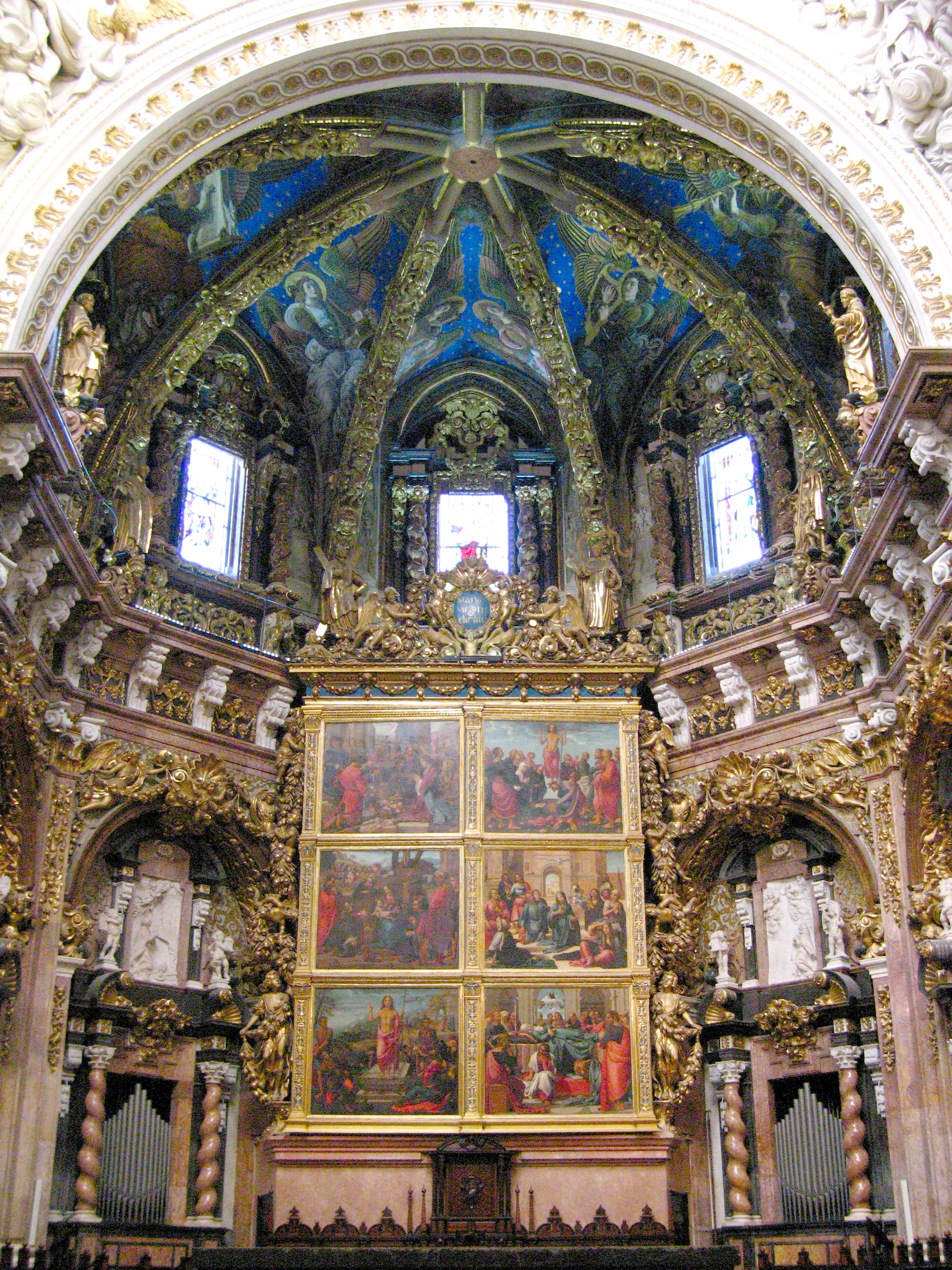
Retable du maître-autel de la cathédrale de Valence, réalisé par Hernando Yáñez de la Almedina et Hernando de los Llanos

Lui et Fernando Yáñez ont réalisé plusieurs copies après les travaux de Léonard de Vinci, y compris :

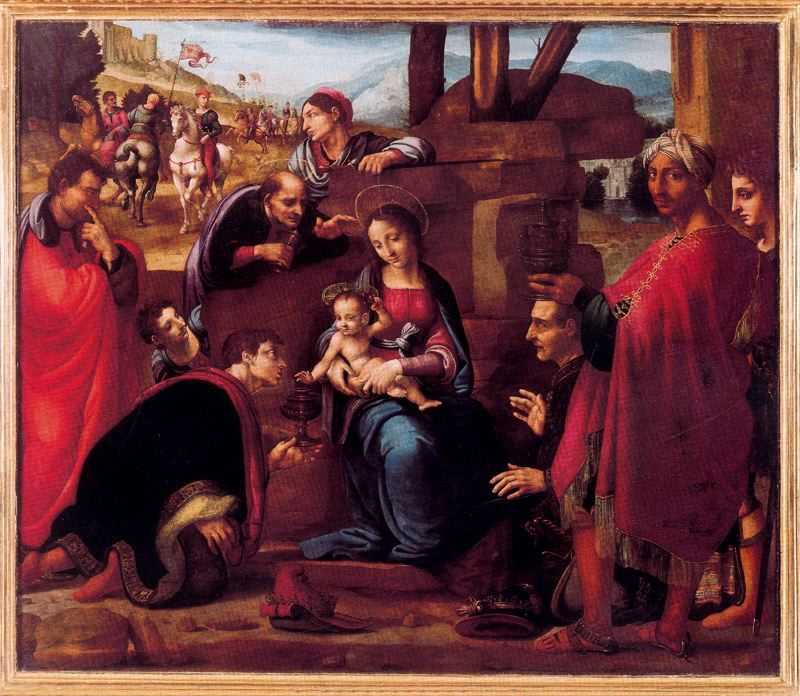
Adoration des mages Retable du maître-autel de la cathédrale de Valence
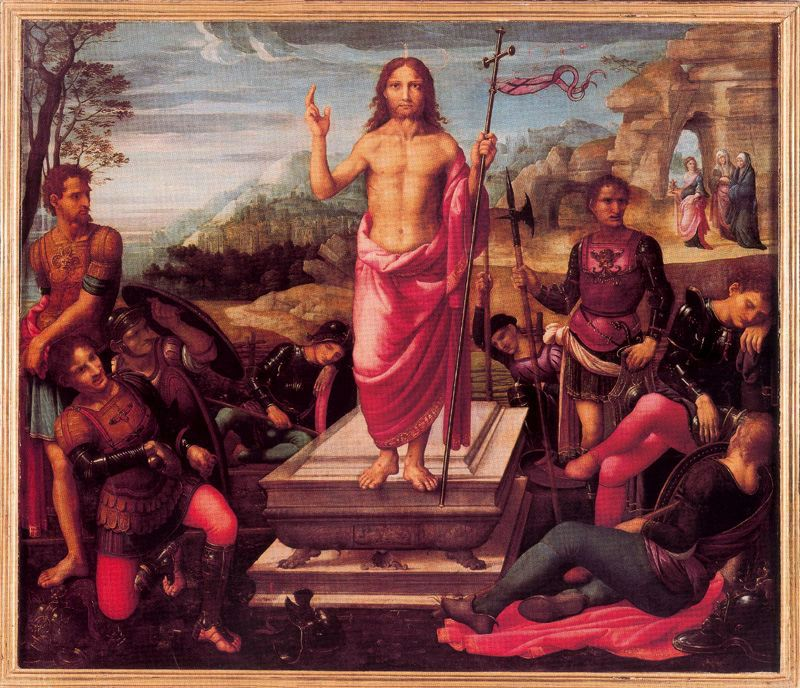
Résurrection du Christ Retable du maître-autel de la cathédrale de Valence

- Adoration des mages, huile sur panneau, 194 x 227 cm, cathédrale de Valence.
- Résurrection du Christ, cathédrale de Valence.
- Christ portant la croix, collection El Conventet, Barcelone.
- Christ portant la croix, collection privée.
- Vierge et l'Enfant ou La Madone aux fuseaux, musée des Beaux-Arts de Murcie (es).
- Vierge à l'Enfant avec l'agneau, attribué à Fernando Spagnolo, pinacothèque de Brera.